# Just Dance 2
Pour les articles homonymes, voir Just Dance.
Just Dance 2 est un jeu de rythme basé sur la danse. Il a été développé par Ubisoft Paris et édité pour la Wii par Ubisoft. Il est le deuxième volet de la série Just Dance.

## Description du jeu
Le joueur peut danser sur 45 titres. Dans cette deuxième version du jeu, il est possible de jouer seul ou en équipe de 4 à 8 joueurs et même en duo. Il existe également divers modes de jeu, par exemple le Jacques a dit, dans lequel les danseurs sont interrompus par des ordres tels que "Stop" (continuer à danser fait perdre des points), "tapez dans les mains" ou "tournez" qui eux font gagner des points. Il y a également la course où il faut obtenir un nombre de point avant la fin du single. Il y a aussi un mode Just Sweat où plus les mouvements sont énergiques, plus le joueur marque de points.

## Système de jeu
Just Dance 2 est un jeu classé dans la catégorie dite de "danse". Il regroupe tous les jeux où le joueur est appelé à suivre une chorégraphie (soit avec une manette de jeu normale, soit comme c'est le cas ici, avec une manette sans fil comme la Wiimote, le système de commande de la Wii). Le principe du jeu est d'imiter les mouvements du personnage à l'écran (un coach) comme si c'était le reflet d'un miroir, en bougeant la Wiimote. Selon la chanson, les mouvements sont plus ou moins complexes et demandent plus ou moins d'effort. Des icônes indiquant les suites de pas et de mouvements défilent en bas de l'écran. S'ils sont effectués correctement et en rythme, le joueur obtient des points de score. Certains mouvements valent sensiblement plus de points, on les reconnait aux effets lumineux autour du coach, ce sont les Gold Moves. Si la chanson choisie est une chorégraphie en duo, il arrive que les deux joueurs fassent des mouvements différents, et se croisent.

## Liste des titres

### Mode Classique
| Chanson                           | Artiste                                 | Technique | Effort | Année | Mode duo | Durée |
| --------------------------------- | --------------------------------------- | --------- | ------ | ----- | -------- | ----- |
| A-Punk                            | Vampire Weekend                         | 1         | 2      | 2008  | Oui      | 2:20  |
| Alright                           | Supergrass                              | 2         | 2      | 1995  | Oui      | 3:02  |
| Baby Girl                         | Reggaeton                               | 3         | 2      | 2009  | Non      | 2:45  |
| Big Girl (You Are Beautiful)      | Mika                                    | 1         | 2      | 2007  | Non      | 4:08  |
| Body Movin'                       | Beastie Boys                            | 1         | 3      | 1998  | Non      | 4:08  |
| Call Me                           | Blondie                                 | 2         | 3      | 1980  | Non      | 3:32  |
| Cosmic Girl                       | Jamiroquai                              | 1         | 2      | 1996  | Non      | 3:47  |
| Crazy in Love*                    | Beyoncé Knowles                         | 3         | 2      | 2003  | Non      | 3:59  |
| D.A.N.C.E.                        | Justice                                 | 2         | 3      | 2007  | Non      | 4:02  |
| Dagomba                           | Sorcerer                                | 2         | 3      | 2010  | Non      | 3:43  |
| Funkytown* (BB)                   | Lipps Inc. (Sweat Invaders)             | 1         | 1      | 1980  | Non      | 3:53  |
| Girlfriend                        | Avril Lavigne                           | 2         | 3      | 2007  | Oui      | 3:36  |
| Hey Ya!                           | OutKast                                 | 3         | 3      | 2003  | Non      | 3:56  |
| Holiday*                          | Madonna (The Hit Crew)                  | 2         | 1      | 1982  | Non      | 3:46  |
| Hot Stuff                         | Donna Summer                            | 2         | 1      | 1979  | Oui      | 3:53  |
| Idealistic                        | Digitalism                              | 1         | 2      | 2007  | Non      | 4:10  |
| I Feel Good                       | James Brown                             | 2         | 2      | 1965  | Non      | 2:48  |
| Iko Iko                           | Mardi Gras                              | 1         | 2      | 1954  | Non      | 2:37  |
| It's Raining Men                  | The Weather Girls                       | 2         | 3      | 1983  | Non      | 3:51  |
| I Want You Back                   | The Jackson 5                           | 2         | 1      | 1971  | Non      | 2:57  |
| Jai Ho (BB)                       | Allah Rakha Rahman & The Pussycat Dolls | 2         | 2      | 2009  | Non      | 3:42  |
| Jump*                             | Studio Allstars                         | 3         | 3      | 1992  | Oui      | 3:15  |
| Jump in the Line                  | Harry Belafonte                         | 3         | 2      | 1961  | Oui      | 3:43  |
| Jungle Boogie*                    | Kool & The Gang                         | 2         | 2      | 1973  | Non      | 3:06  |
| Katti Kalandal                    | Bollywood                               | 2         | 2      | 1980  | Oui      | 3:31  |
| Monster Mash                      | Fantômes contre fantômes                | 1         | 1      | 1962  | Non      | 3:06  |
| Move Your Feet                    | Junior Senior                           | 3         | 3      | 2002  | Non      | 3:01  |
| Mugsy Baloney                     | Charleston                              | 3         | 2      | 1924  | Oui      | 2:13  |
| Proud Mary                        | Ike & Tina Turner                       | 2         | 3      | 1991  | Non      | 3:59  |
| Rasputin                          | Boney M.                                | 3         | 3      | 1978  | Non      | 4:07  |
| Rockafeller Skank                 | Fatboy Slim                             | 3         | 3      | 1998  | Non      | 3:58  |
| SOS                               | Rihanna                                 | 3         | 2      | 2006  | Non      | 4:00  |
| Satisfaction                      | Benny Benassi                           | 1         | 1      | 2003  | Non      | 4:46  |
| Should I Stay or Should I Go (BB) | The Clash                               | 1         | 2      | 1982  | Non      | 3:09  |
| Soul Bossa Nova                   | Quincy Jones and His Orchestra          | 1         | 1      | 1961  | Oui      | 2:48  |
| Sway (Quien Sera)                 | Michael Bublé (Marine Band)             | 2         | 1      | 2003  | Oui      | 3:09  |
| Sympathy for the Devil            | The Rolling Stones                      | 1         | 1      | 1968  | Non      | 4:16  |
| Take Me Out                       | Franz Ferdinand                         | 2         | 2      | 2004  | Non      | 3:57  |
| That's Not My Name                | The Ting Tings                          | 2         | 1      | 2008  | Non      | 3:46  |
| The Power                         | Snap!                                   | 2         | 3      | 1990  | Non      | 3:49  |
| The Shoop Shoop Song              | Cher                                    | 2         | 2      | 1990  | Oui      | 2:52  |
| Tik Tok                           | Kesha                                   | 2         | 1      | 2009  | Non      | 3:20  |
| Toxic*                            | Britney Spears                          | 3         | 1      | 2003  | Non      | 3:25  |
| Viva Las Vegas                    | Elvis Presley                           | 2         | 2      | 1963  | Non      | 2:22  |
| Wake Me Up Before You Go-Go       | Wham!                                   | 1         | 2      | 1984  | Non      | 3:50  |
| Walk Like An Egyptian             | The Bangles                             | 2         | 2      | 1986  | Non      | 3:23  |
| When I Grow Up                    | The Pussycat Dolls                      | 2         | 1      | 2008  | Non      | 4:05  |

- * indique que c'est une reprise, pas l'original
- (BB) indique que le titre fait partie du contenu exclusif proposé par les magasins américains Best Buy
- (Beta Song) indique que la chanson a été enlevée pour des raisons inconnues

### Contenu téléchargeable
| Chanson                    | Artiste                            | Technique | Effort | Année | Mode duo | Points Wii | Durée | Sortie           | Date de retrait                           |
| -------------------------- | ---------------------------------- | --------- | ------ | ----- | -------- | ---------- | ----- | ---------------- | ----------------------------------------- |
| Barbie Girl*               | Aqua                               | 1         | 3      | 1997  | Oui      | 300        | 3:13  | 12 octobre 2010  | Divers (fermeture des boutiques en ligne) |
| Firework                   | Katy Perry                         | 1         | 2      | 2010  | Non      | 0          | 3:46  | 12 octobre 2010  | Divers (fermeture des boutiques en ligne) |
| Pon de Replay              | Rihanna                            | 2         | 2      | 2005  | Non      | 300        | 3:33  | 12 octobre 2010  | Divers (fermeture des boutiques en ligne) |
| Pump Up the Volume         | MARRS                              | 2         | 2      | 1987  | Non      | 300        | 3:54  | 12 octobre 2010  | Divers (fermeture des boutiques en ligne) |
| Maniac*                    | Michael Sembello                   | 2         | 3      | 1983  | Non      | 300        | 4:01  | 28 octobre 2010  | Divers (fermeture des boutiques en ligne) |
| Born to Be Wild            | Steppenwolf                        | 1         | 2      | 1967  | Non      | 300        | 3:38  | 28 octobre 2010  | Divers (fermeture des boutiques en ligne) |
| Professor Pumplestickle    | Nick Phoenix & Thomas J. Bergersen | 3         | 1      | 2006  | Oui      | 300        | 2:35  | 28 octobre 2010  | Divers (fermeture des boutiques en ligne) |
| Crying Blood               | V V Brown                          | 2         | 2      | 2008  | Non      | 300        | 2:30  | 28 octobre 2010  | Divers (fermeture des boutiques en ligne) |
| Down by the Riverside*     | Carl Sandburg                      | 2         | 1      | 1927  | Non      | 300        | 1:55  | 26 novembre 2010 | Divers (fermeture des boutiques en ligne) |
| Futebol Crazy              | Paul J. Borg                       | 1         | 2      | 2009  | Non      | 300        | 2:28  | 26 novembre 2010 | Divers (fermeture des boutiques en ligne) |
| Kung Fu Fighting           | Carl Douglas                       | 2         | 2      | 1974  | Oui      | 300        | 3:15  | 18 décembre 2010 | Divers (fermeture des boutiques en ligne) |
| Mambo No. 5                | Lou Bega                           | 3         | 2      | 1999  | Oui      | 300        | 3:31  | 18 décembre 2010 | Divers (fermeture des boutiques en ligne) |
| Nine in the Afternoon      | Panic! at the Disco                | 1         | 1      | 2008  | Oui      | 300        | 2:40  | 18 décembre 2010 | Divers (fermeture des boutiques en ligne) |
| It's Not Unusual           | Tom Jones                          | 2         | 2      | 1965  | Non      | 300        | 2:21  | 18 décembre 2010 | Divers (fermeture des boutiques en ligne) |
| Chicken Payback            | A Band of Bees                     | 1         | 1      | 2005  | Non      | 300        | 3:13  | 18 décembre 2010 | Divers (fermeture des boutiques en ligne) |
| Crazy Christmas            | Santa Clones                       | 2         | 3      | 2010  | Non      | 300***     | 2:58  | 18 décembre 2010 | Divers (fermeture des boutiques en ligne) |
| Skin-To-Skin               | Sweat Invaders                     | 1         | 3      | 1992  | Non      | 300        | 2:08  | 16 janvier 2011  | Divers (fermeture des boutiques en ligne) |
| You Can't Hurry Love       | The Supremes                       | 2         | 2      | 1966  | Oui      | 300        | 2:58  | 11 février 2011  | Divers (fermeture des boutiques en ligne) |
| Why Oh Why ##              | Love Letter                        | 1         | 1      | 2009  | Oui      | 300        | 2:47  | 11 février 2011  | Divers (fermeture des boutiques en ligne) |
| American Boy               | Estelle feat. Kanye West           | 2         | 1      | 2008  | Oui      | 300        | 4:10  | 11 février 2011  | Divers (fermeture des boutiques en ligne) |
| Come On Eileen             | Dexys Midnight Runners             | 3         | 3      | 1982  | Oui      | 300        | 3:50  | 17 mars 2011     | Divers (fermeture des boutiques en ligne) |
| Song 2                     | Blur                               | 2         | 2      | 1997  | Non      | 300        | 2:03  | 17 mars 2011     | Divers (fermeture des boutiques en ligne) |
| Spice Up Your Life         | Spice Girls                        | 3         | 3      | 1997  | Oui      | 300        | 2:54  | 17 mars 2011     | Divers (fermeture des boutiques en ligne) |
| Here Comes The Hotstepper* | Ini Kamoze                         | 2         | 2      | 1994  | Non      | 300***     | 3:33  | 20 avril 2011    | Divers (fermeture des boutiques en ligne) |
| Moving on Up               | M People                           | 1         | 2      | 1993  | Non      | 300        | 3:36  | 1er mai 2011     | Divers (fermeture des boutiques en ligne) |

- (BB) indique que le titre fait partie du contenu exclusif proposé par les magasins américains Best Buy
- *** indique que le téléchargement est gratuit pendant une période limité
- ## indique que la chanson est inconnue

## Accueil
- Jeuxvidéo.com : 14/20[1]

## Options
Le jeu comporte un mode d'entrainement dans le menu des options, ainsi que les chorégraphies spéciales des trois gagnants du concours Just Dance sur la musique de When I Grow Up (The Pussycat Dolls). Ce jeu utilise également le Pay & Play de la CWF Nintendo et dispose de contenu supplémentaire (chansons) pouvant être acheté en ligne avec les Wii Points. Toutes les chansons valent 300 Wii Points, excepté Firework (Katy Perry) qui est offerte.

## Just Dance 2: Extra Songs
Just Dance 2: Extra Songs, baptisé aussi Just Dance: Summer Party, est une version de Just Dance 2 comportant uniquement les titres que l'on peut obtenir seulement par téléchargement. C'est un jeu à part. Le gameplay reste le même que Just Dance 2. Il y a quelques modifications comme le fait que certaines chansons ne sont pas présentes telles Crazy Christmas de Santa Clones ou bien Spice Up Your Life des Spice Girls. À l'inverse, deux des trois titres "Best Buy" sont présents alors qu'ils n'étaient pas forcément téléchargeables selon la version ou le pays.